# Como Ama una Mujer
Como Ama una Mujer (с исп. — «Как любит женщина») — пятый студийный и первый испаноязычный альбом американской актрисы и певицы Дженнифер Лопес, выпущенный 23 марта 2007 года на лейбле Epic Records. Включив несколько песен на испанском языке в свои первые два альбома, Лопес всерьёз задумалась о записи полноценного испаноязычного альбома в 2004 году — после того, как спела дуэтом с Марком Энтони одну из песен для его девятого альбома. После выхода в 2005 году четвёртого студийного альбома Rebirth Лопес вместе с Марком Энтони, Эстефано и Хулио Рейесом приступила к записи альбома на испанском языке, работа над которым заняла два с половиной года. В альбом Como Ama una Mujer вошли песни-баллады, повествующие о любви и расставании. В их музыкальной основе преобладают органные инструменты, а в текстовой — интроспективность.
В целом альбом получил смешанные отзывы музыкальных критиков, которые хвалили вокал Дженнифер и отметили её успехи по сравнению с предыдущими альбомами, но одновременно признали альбом слишком серьёзным и упрекнули за отсутствие в нём явных хитов. С коммерческой точки зрения альбом Como Ama una Mujer добился весомых результатов, став одним из первых альбомов на испанском, дебютировавших в топ-10 чарта Billboard 200, и достиг рекордных для испаноязычных альбомов продаж в дебютную неделю в США. В Швейцарии альбом попал на вершину чарта и вошёл в топ-10 ещё восьми стран.
Из альбома было выпущено два сингла: «Qué Hiciste» и «Me Haces Falta». Первый вышел 26 января 2007 года и добился успеха в ряде стран, заняв первое место в чартах Италии, Испании, Швейцарии и в американском чарте Hot Latin Songs. Второй сингл был выпущен 23 марта 2007 года, но потерпел неудачу в чартах. Лопес продвигала альбом выступлениями в рамках совместного тура с Марком Энтони.

## История создания

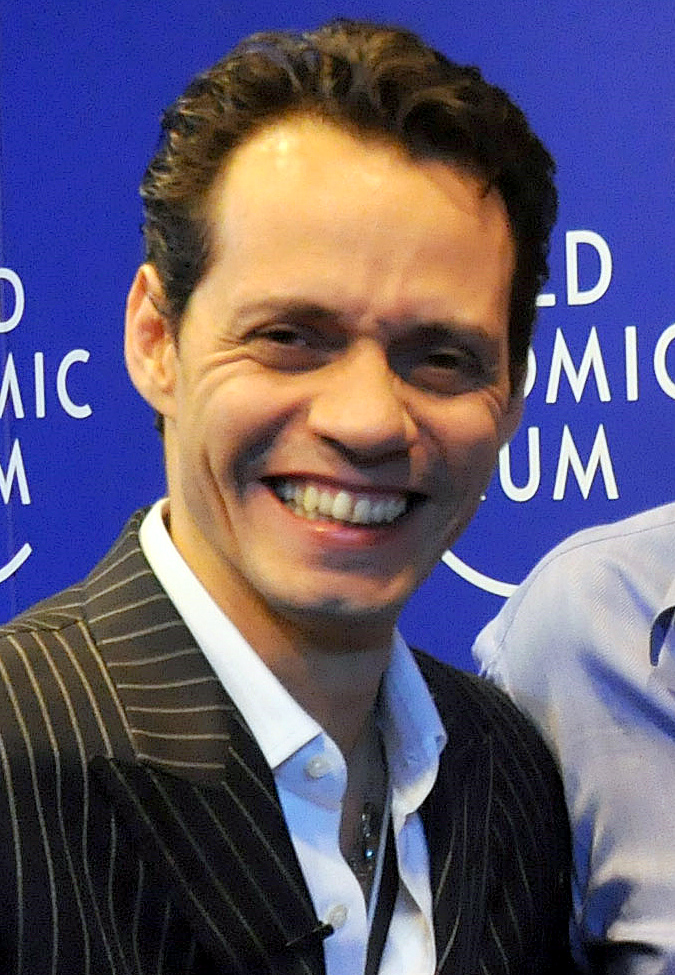
Бывший муж Дженнифер Лопес Марк Энтони вдохновил её на запись альбома на испанском, а также выступил соавтором и сопродюсером многих песен с него

Лопес давно вынашивала идею о записи альбома на испанском. Она хотела петь на этом языке ещё до начала музыкальной карьеры. Её первая демозапись получила название «Vivir Sin Ti» («Жить без тебя»), однако бывший руководитель лейбла Sony Music Томми Мотолла посоветовал ей записать первый альбом на английском языке. «Моя жизнь приняла новый оборот, что пошло мне на пользу. Но моя душа всегда оставалась испанской», — говорила Лопес. Впоследствии, начав музыкальную карьеру, она включила две испаноязычные песни, в том числе сингл «No Me Ames», в свой дебютный альбом On the 6 (1999). Она также включила пять песен на испанском в свой второй альбом J.Lo (2001).
Идея записать испаноязычный альбом появилась у Лопес в 2004 году, когда её муж Марк Энтони вместе с Эстефано и Хулио Рейесом заканчивал работу над своим девятым студийным альбомом Amar Sin Mentiras. Вместе с Энтони она записала песню «Escapémonos». Ей очень понравилось работать над песней, и она приняла решение записать диск с песнями на испанском. В этом же году Лопес записала испаноязычную версию песни «Sway» «Quién Será» для фильма «Давайте потанцуем», но вместо неё была использована англоязычная версия, записанная группой Pussycat Dolls. До начала работы над альбомом на испанском Лопес записала и выпустила четвёртый студийный альбом Rebirth (2005).
В начале 2006 года было объявлено, что Дженнифер Лопес выпустит свой первый испаноязычный и пятый студийный альбом Como Ama una Mujer позже в этом же году и что он был создан в сотрудничестве с колумбийским музыкальным продюсером Эстефано, Хулио Рейесом и Марком Энтони. Помимо записи испаноязычного альбома, Лопес также снималась в фильме El Cantante, записывала одноимённый саундтрек к нему и свой новый англоязычный «урбанистичный» альбом. По словам Эстефано, Como Ama una Mujer был записан с целью доказать неправоту тех, кто критикует вокальные данные Лопес. Завершив работу над альбомом, Лопес говорила, что она стала более зрелой как певица:

Я повзрослела как певица. Марк [Энтони] придал мне уверенности и в работе в студии. Когда кто-то настолько верит в тебя, подвести этого человека очень не хочется. Кроме того, это и сам материал. На мой взгляд, этот материал подходит под мой голос. Он даже позволил мне иначе подойти к записи нового англоязычного альбома. Я вышла на новый уровень. Оригинальный текст (англ.)I've matured as a singer. Marc gave me confidence in the studio as well. When someone believes in you so much, you don't want to let them down. And it's also the material. I think this material lent itself to my voice. And it actually made me approach my new English album in a different way. I have a different standard now.

## Музыкальный стиль и тематика песен
Большая часть песен Como Ama una Mujer написана Марком Энтони, Хулио Рейесом и Эстефано. Несмотря на то, что Лопес говорит по-испански, она не написала ни одной песни для альбома. Однако она хотела быть уверена, что всё передано точно. «Нужно в совершенстве владеть языком, поэтому я сама всё это написать не могла — понимаете, о чём я? Мне пришлось полностью доверить другим людям выразить чувства, которые я испытывала», — говорила Лопес. Она также подчёркивала, что подробно рассказывала авторам, какой альбом она хочет получить и что наиболее важно для неё. «Я говорила: „Эта песня должна быть о таком-то человеке и о том, что происходит после того, как ты расстаёшься с ним“, и они делали из этого испанский текст». По словам Лопес, этот альбом лучше раскрывает её личность и чувства, чем всё остальное, что она записывала.
Como Ama una Mujer — традиционный, близкий к мейнстриму латиноамериканский поп-альбом, состоящий преимущественно из песен-баллад, которые отличаются от предыдущих песен Лопес в стилях R&B и хип-хоп. Критики отмечали его «органичную инструментовку и интроспективные тексты». Композиции повествуют в основном о любви и расставании. Первой песней, написанной для альбома, стала композиция «Por Arriesgarnos», записанная дуэтом с Марком Энтони. Первоначально песня не задумывалась как дуэт; Лопес рассказывала: «Для песни требовался бэк-вокалист, и в этой роли выступил Марк. Я попросила усилить его голос, так как, на мой взгляд, наши голоса сочетались очень гармонично». Композиция «Qué Hiciste» была добавлена в альбом после того, как его запись подошла к концу. Лопес рассказывала, что однажды ночью Марк проснулся и сказал, что ему приснился странный сон: к нему пришла умершая за несколько недель до этого испанская певица Росио Дуркаль и напела ему песню для Дженнифер. В доме не было студийного оборудования, и чтобы полусонный Марк потом не забыл песню, Лопес попросила его напеть её на автоответчик своего мобильного телефона. Впоследствии для работы над текстом этой песни был приглашён испаноязычный автор.

## Песни
Начинается альбом с песни «Qué Hiciste» («Что ты наделал?»), которая изначально задумывалась как баллада, но в итоге была записана в жанре латин-рок, став одной из немногих песен в быстром темпе в альбоме. В этой композиции рассказывается об очень напряжённых отношениях героини песни с возлюбленным и о сердце, разбитом от того, что тот разрушил их семейное счастье. По словам Лопес, она попросила Рейеса написать песню, в которой женщина спрашивает своего любимого: «Что ты сделал с нашей любовью, с нашей жизнью? У нас было всё, но ты разрушил наш дом собственными руками». В песне «Me Haces Falta» («Мне тебя не хватает») рассказывается о том, как героиня переживает разлуку с любимым. В композиции также присутствуют элементы рок-музыки. Заглавный трек — нежная баллада «Como Ama una Mujer» — начинается с фортепианной секвенции минорных аккордов, в которой критики усмотрели сходство с песней Рэнди Ньюмана «In Germany Before the War», а припев этой песни напомнил им припев песни Кенни Роджерса «She Believes in Me». Четвёртый трек — «Te Voy a Querer» («Я буду любить тебя») — выдержан в стиле кумбии.
«Porque te Marchas» («Потому что ты уходишь») — испанская версия песни «(Can’t Believe) This is Me», «драматичной» баллады из предыдущего альбома Лопес Rebirth (2005). В припеве происходит нарастание звучания струнных; критиками было отмечено как удачное вокальное исполнение Лопес, так и сам текст песни, рассказывающий о несчастной любви. «Por Arriesgarnos» («Рискованно») — дуэт с Марком Энтони. В композиции рассказывается о любви и о том, какие опасности она таит для влюблённых. «Tú» («Ты») — песня в стиле итальянской поп-музыки, записанная при участии Лондонского симфонического оркестра. «Всё началось с чувства, о котором мне захотелось когда-нибудь спеть своему ребёнку. Именно так родилась эта песня — с желания спеть её моему ребёнку», — говорит Лопес. Песни «Amarte es Todo» («Любить тебя — это всё») и «Apresúrate» («Поторопись!») — романтические и страстные баллады о любви, в композиции «Sola» («Одна») рассказывается о пережитом расставании. В ней содержатся элементы электронной музыки. Последний трек — «Adiós» («Прощай») — баллада о разрыве отношений. Песня была записана на «живом» выступлении перед публикой, которая «сразу же начала подпевать».

## Продвижение и релиз

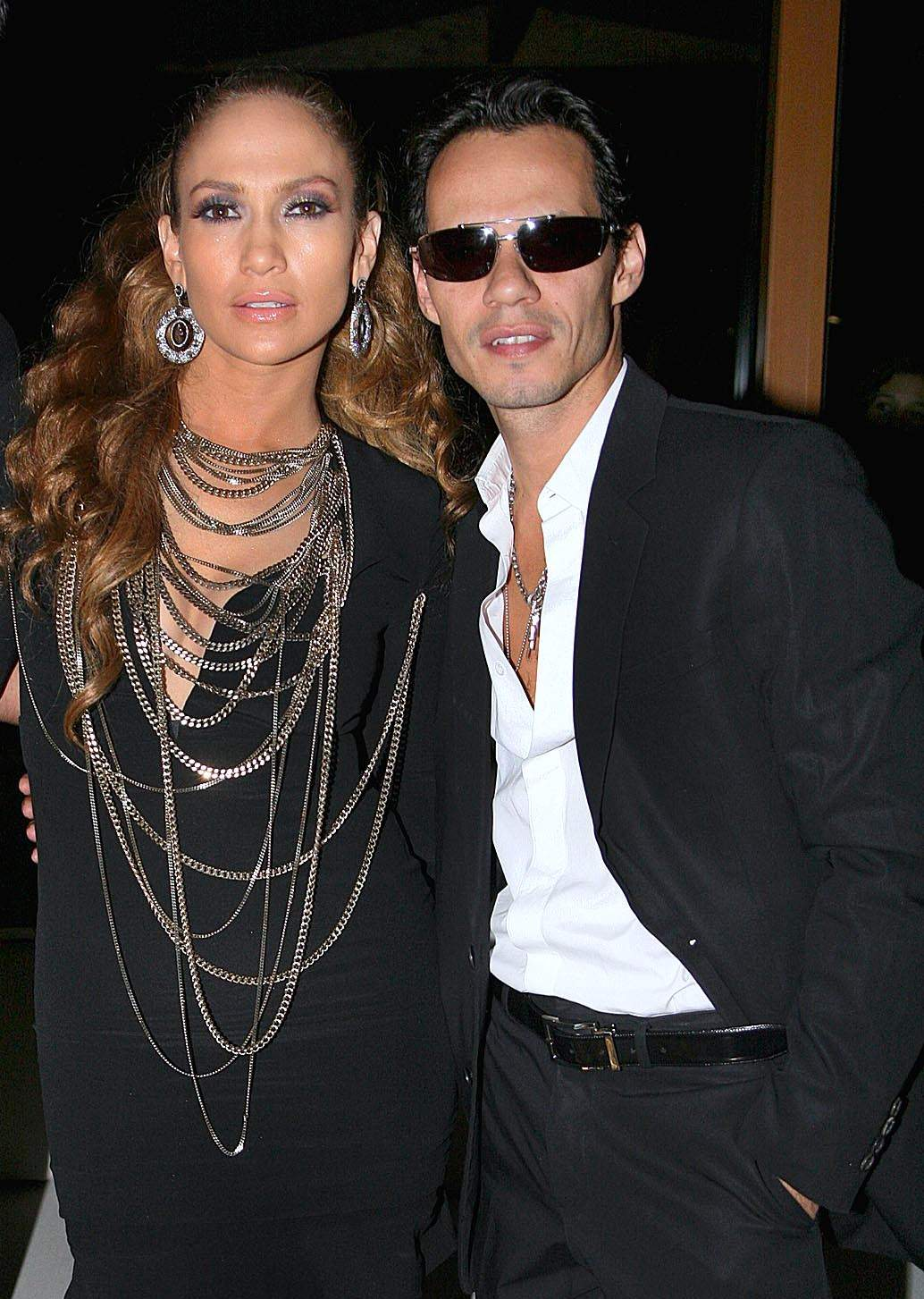
Марк Энтони, муж Лопес во время создания альбома, соавтор пяти песен, которые вошли в заключительный трек-лист Como Ama una Mujer

В январе 2007 года журнал Billboard объявил, что новый альбом Дженнифер Лопес выйдет в США 3 апреля; в действительности он появился в продаже неделей позже. Обложку диска разработал Тони Дьюран, уже сотрудничавший ранее с Лопес. У изображённой на обложке Лопес серьёзное лицо со взглядом, обращённым вниз. Её волосы собраны назад, руку украшает браслет. В рамках промокампании Лопес вместе с Марком Энтони отправилась в Бронкс, чтобы встретиться с фанатами и подписать им диски. Автограф-сессия, собравшая около 500 человек, проходила в музыкальном магазине в районе, где когда-то жила сама Лопес. В интервью Дженнифер говорила: «Я тронута до глубины души тем, что этот альбом вернул меня в родные места». Лопес также участвовала в пятисерийном мини-телесериале производства Univision TV с одноимённым названием, рассказывающем о том, как певица интерпретирует вошедшие в него песни. В конце каждой серии Лопес исполняла одну из песен из альбома. В поддержку альбома Дженнифер Лопес выступала вживую, в основном исполняя лид-сингл. На шоу American Idol она исполнила песни «Qué Hiciste», «Tú», «Por Arriesgarnos» (вместе с Марком Энтони), «Como Ama una Mujer», «Porque te Marchas» и «Te Voy a Querer». Рекламируя альбом, Дженнифер Лопес и Марк Энтони организовали в сентябре — ноябре 2007 года совместный концертный тур.

### Синглы
26 января 2007 года вышел лид-сингл из альбома — песня «Qué Hiciste». Композиция добилась успеха, заняв первое место в чартах четырёх стран: Италии, Испании, Швейцарии и США, где она добралась до вершины чарта Billboard Hot Latin Songs. Ещё в ряде стран песня попала в топ-10 и топ-20 чартов. Премьера видеоклипа на эту песню состоялась 5 февраля на телеканале MTV. Вторым и последним синглом из альбома стала песня «Me Haces Falta», выпущенная 23 марта 2007 года. Видеоклип на песню был выпущен 17 июля. Этому синглу, в отличие от первого, не удалось добраться до хороших мест в чартах.

## Отзывы критиков
| Совокупная оценка     | Совокупная оценка |
| Источник              | Оценка            |
| --------------------- | ----------------- |
| Metacritic            | 45 %              |
| Оценки критиков       |                   |
| Источник              | Оценка            |
| Русскоязычные издания |                   |
| Коммерсантъ           | (смешанная).      |
| Afisha.uz             | (положительная)   |
| Play                  | [ 29 ]            |
| Иноязычные издания    |                   |
| AllMusic              | [ 2 ]             |
| Billboard             | (положительная)   |
| The Boston Globe      | (положительная)   |
| Entertainment Weekly  | C+                |
| People                | [ 30 ]            |
| Q                     | [ 26 ]            |
| Slant                 | [ 16 ]            |
| Vibe                  | [ 31 ]            |

Альбом был встречен широким спектром отзывов от критиков. На сайте-агрегаторе Metacritic он получил оценку 45 баллов из 100, основанную на семи рецензиях. Положительную оценку альбом получил от журнала Billboard. Рецензент Лейла Кобо назвала альбом «откровенным в своей романтичности», а его звук — коренным образом отличающимся от ритм-н-блюзового звучания предыдущих англоязычных альбомов Лопес. По мнению Лейлы, несмотря на то, что песня «Qué Hiciste» записана в быстром темпе и обильно использует ударные, диск отличается от современных «приземлённых» латино-поп-альбомов. Рецензент отозвалась о песне «Adiós» как об эксцентричной, а о «Por Arriesgarnos» — как о «драматичной». Также она выделила песню «Tú», «очаровательная» мелодия которой, напетая с оттенком грусти, напомнила ей итальянскую поп-музыку 1980-х годов. Джеймс Рид из газеты Boston Globe также положительно оценил альбом, который, по его мнению, сделан с бо́льшим вкусом и является самым сдержанным из всех дисков, выпущенных Лопес. Рид отметил, что Лопес отдала предпочтение струнному ансамблю перед «неживыми» синтезаторами, а также похвалил её вокал в песнях «Porque te Marchas» и «Sola». Рецензент журнала People Чак Арнольд писал: «с помощью своего мужа Марка Энтони, ветерана латиноамериканской музыки, Лопес плавно превратилась [из Jenny from the Block] в Jenny from the Barrio». Арнольд обращает внимание на отказ от ритм-н-блюза и хип-хопа, господствовавших в двух предыдущих альбомах исполнительницы, в пользу испанской гитары, звучание которой можно услышать в «чувственной» песне «Qué Hiciste». При этом он посчитал, что вторая часть альбома перенасыщена балладами, которые вне зависимости от языка исполнения не являются выигрышным материалом для Лопес. Борис Барабанов из газеты «Коммерсантъ» отметил, что «латино и прочий тропический поп дали Джей Ло возможность по-настоящему реализоваться как вокалистке». Недостатком альбома он посчитал то, что «всё пространство альбома после Como Ama una Mujer отдано низкому и среднему темпу». Рецензент сайта «Afisha.uz» Камила Убайдулаева дала альбому положительную оценку, отметив «великолепную музыку» «с качественным полноценным вокалом». «Единственное, на что можно посетовать, — отсутствие по-настоящему танцевальных треков, альбом выдержан в middle-tempo, поэтому бурных плясок под него не выйдет», — написала Камила.
Другие отзывы на альбом были менее лестными. Стивен Томас Эрлевайн с сайта AllMusic назвал его «музыкой для домохозяек». При этом, по его словам, Лопес реабилитировала себя в этом альбоме как певица: она «не занимается вокальной гимнастикой» и сильно и чисто ведёт мелодию. Крис Виллман из издания Entertainment Weekly отметил, что Como Ama una Mujer «является убедительным доказательством того, что она (Лопес)… может петь и без помощи батальона бэк-вокалистов». В то же время, по его словам, несмотря на работу Лопес над своим голосом, его всё ещё недостаточно, чтобы сделать из «слабых» песен настоящие хиты. Пит Л’Оффишал из журнала Vibe отметил, что Лопес «собиралась в этом альбоме совершить путешествие к своим латиноамериканским корням», но вошедшие в него баллады, по его мнению, стали не столько экспериментами с латиноамериканской поп-музыкой, сколько испанскими переводами, положенными на хорошо знакомую американскую музыку, которую критик назвал «безвкусной и запродюсированной». Как пример он приводит «грандиозную» «Qué Hiciste», в которую добавлены «халтурные» гитарные проигрыши. Положительно он отозвался о текстах песен, которые, по его мнению, намного превосходят тексты с предыдущих альбомов Лопес, и об эмоциональном и искреннем исполнении певицы, которого она добивается несмотря на слабые вокальные данные. Самой амбициозной песней рецензент назвал композицию «Sola». Также он отметил сильный вокал Марка Энтони в песне «Por Arriesgarnos». Сэл Чинкемани из журнала Slant высказал мнение, что «невзирая на вокальную слабость Лопес, она звучит на протяжении всего альбома легко и непринуждённо». В качестве основной проблемы рецензент назвал то, что на этом диске Лопес «состаривает себя на десяток лет, а то и два», так что он должен прийтись по вкусу её матери. По его словам, для певицы, всегда чутко следившей за самыми современными веяниями в музыке, альбом звучит «ужасно половинчато». В завершение рецензии автор отметил: «Очевидно, что Лопес вложила душу в альбом, но это не слишком удачный шаг со стороны одной из самых практичных поп-звёзд». Рецензент российского журнала Play прокомментировал, что «от той Лопес, что мы все знаем, принцессы танцполов, сочувствующей движению R&B, на „Como Ama una Mujer“ не осталось почти ничего». Критик также отметил вокальный прогресс Лопес, однако счёл материал неподходящим, чтобы по достоинству это оценить. Журнал Q назвал песни-баллады альбома «небрежными, лишёнными чувства и неоригинальными».

## Коммерческий успех
Como Ama una Mujer дебютировал в чарте Billboard 200 на 10-м месте. Дженнифер Лопес — одна из немногих исполнителей, чьи альбомы на испанском языке дебютировали в топ-10 чарта Billboard 200 (другие артисты с аналогичными достижениями — Шакира, которой принадлежит рекорд по самому высокому дебюту для альбома на испанском языке, Maná, Хуанес, Daddy Yankee, Дон Омар, Wisin & Yandel и Селена). В общей сложности в первую неделю было продано 49 452 копии альбома. Пластинка побила рекорды продаж (в том числе дигитальных) в дебютную неделю для испаноязычных альбомов в США. Альбом также поднялся на вершину чарта Billboard Top Latin Albums и удерживал эту позицию на протяжении четырёх недель. В общей сложности он продержался в топ-100 этого чарта 30 недель. По состоянию на июнь 2013 года продажи диска в Соединённых Штатах составили 213 тыс. копий.
Альбом также достиг успеха в испаноязычных странах, таких как Аргентина и Испания, где занял третью и вторую позиции соответственно. В неиспаноговорящих странах Como Ama una Mujer также достиг коммерческого успеха. В Швейцарии он дебютировал под номером один, став вторым альбомом Лопес, занявшим первое место в этой стране. В Италии он дебютировал на втором месте. Альбом попал в топ-10 чартов Германии, Греции и Польши. К августу 2007 года продажи альбома составили более 800 тыс. копий по всему миру, а к августу 2014 года объём продаж превысил 2 млн копий.

## Список композиций
| №   | Название             | Автор(ы)                                | Продюсер(ы)      | Длительность |
| --- | -------------------- | --------------------------------------- | ---------------- | ------------ |
| 1.  | «Qué Hiciste»        | Хулио Рейес, Химена Ромеро, Марк Энтони | Энтони, Рейес    | 4:57         |
| 2.  | «Me Haces Falta»     | Эстефано, Энтони                        | Энтони, Эстефано | 3:37         |
| 3.  | «Como Ama una Mujer» | Эстефано, Рейес                         | Энтони, Эстефано | 6:01         |
| 4.  | «Te Voy a Querer»    | Эстефано, Пилар Кирога, Джимми Паредез  | Энтони, Эстефано | 4:40         |
| 5.  | «Porque te Marchas»  | Эстефано, Энтони                        | Энтони, Эстефано | 4:33         |
| 6.  | «Por Arriesgarnos»   | Эстефано, Рейес                         | Энтони, Эстефано | 3:31         |
| 7.  | «Tú»                 | Эстефано, Энтони, Рейес                 | Энтони, Эстефано | 4:10         |
| 8.  | «Amarte es Todo»     | Эстефано, Рейес                         | Энтони, Эстефано | 4:00         |
| 9.  | «Apresúrate»         | Эстефано, Хосе Луис Пагани, Энтони      | Энтони, Эстефано | 5:02         |
| 10. | «Sola»               | Эстефано, Рейес, Энтони                 | Энтони, Эстефано | 5:17         |
| 11. | «Adiós»              | Эстефано, Рейес                         | Энтони, Эстефано | 4:09         |

| №                   | Название            | Длительность |
| ------------------- | ------------------- | ------------ |
| 12.                 | «Quien Será»        | 3:51         |
| Общая длительность: | Общая длительность: | 53:48        |

## Участники записи
- Вик Анесини — мастеринг
- Марк Энтони — аранжировка, бэк-вокал, продюсер, исполнительный продюсер
- Эдуардо Авена — перкуссия
- Одиса Бельтран — координация производства
- Андрес Бермудес — микширование
- Марко Бритти — ударные
- Хорхе Каландрелли — струнные
- Сесар Кастильо — кена, сикус
- Хосе Гарсиа де ла Роса — звукооператор
- Себастьян ДеПейрекейв — гитара, помощник звукооператора
- Биспо «Meia Noiche» Дос Сантос — перкуссия
- Тони Дьюран[англ.] — фотограф
- Вики Эчеверри — бэк-вокал
- Эстефано — бэк-вокал, продюсер
- Маурисио Гаска — аранжировка, программный инженер, звукооператор
- Армандо Гола — бас
- Марио Гуини — акустическая гитара, гитара, электрогитара
- Энтони Кильхоффер — звукооператор
- Джейди Лисли — стилист
- Лондонский симфонический оркестр — струнные
- Дженнифер Лопес — вокал, исполнительный продюсер
- Хуан Хосе «Chaqueño» Мартинес — перкуссия
- Педро Нэймроу — помощник звукооператора
- Хосе Луис Паган — акустическая гитара, гитара, аранжировка, электрогитара, клавишные, программирование, звукооператор
- Хосе Луис Пагани — аранжировка, программирование
- Рикардо Тики Пасильяс — перкуссия, ударные, бэк-вокал
- Кен Пэйвс — парикмахер
- Джулиан Пепло[англ.] — художник-постановщик, дизайн
- Эрбен Перес — бас
- Густаво Пишон Дал Понт — звукооператор
- Хулио С. Рейес — пианино, аккордеон, аранжировка, программирование, продюсер, звукооператор, струнные, микширование
- Клаудия Сальгадо — координации производства
- Брюс Свиден — звукооператор, микширование
- Гильермо Вадала — бас
- Мэттью Ванльювен — макияж
- Питер Уэйд — звукооператор, микширование

## Чарты и сертификации
| Чарт (2007)            | Высшая позиция |
| ---------------------- | -------------- |
| Австрия                | 10             |
| Аргентина              | 3              |
| Бельгия (Фландрия)     | 30             |
| Бельгия (Валлония)     | 12             |
| Германия               | 4              |
| Греция                 | 5              |
| Испания                | 2              |
| Италия                 | 2              |
| Мексика                | 52             |
| Нидерланды             | 31             |
| Польша                 | 9              |
| Португалия             | 12             |
| США                    | 10             |
| США (Top Latin Albums) | 1              |
| США (Latin Pop Albums) | 1              |
| Финляндия              | 29             |
| Франция                | 11             |
| Швеция                 | 49             |
| Швейцария              | 1              |

| Чарт (2007)            | Высшая позиция |
| ---------------------- | -------------- |
| Бельгия (Валлония)     | 85             |
| Италия                 | 35             |
| Испания                | 18             |
| США (Top Latin Albums) | 7              |
| США (Latin Pop Albums) | 3              |
| Франция                | 159            |
| Швейцария              | 16             |

| Страна/Регион | Статус        | Продажи |
| ------------- | ------------- | ------- |
| Венгрия       | Золотой       | 3000    |
| Греция        | Золотой       | 7500    |
| Испания       | Платиновый    | 80 000  |
| Португалия    | Золотой       | 10 000  |
| Россия        | 2× Платиновый | 40 000  |
| Швейцария     | Платиновый    | 30 000  |